# Llera (Extremadura)
Llera egy község Spanyolországban, Badajoz tartományban. Llera Valencia de las Torres, Usagre, Hinojosa del Valle és Hornachos községekkel határos. Lakosainak száma 802 fő (2024).

## Népesség
A település népessége az utóbbi években az alábbiak szerint változott:
| Lakosok száma | 956  | 948  | 951  | 947  | 925  | 905  | 870  | 836  | 823  | 802  |
|               | 2001 | 2004 | 2006 | 2009 | 2011 | 2014 | 2016 | 2019 | 2021 | 2024 |